# Azione diretta (attivismo)

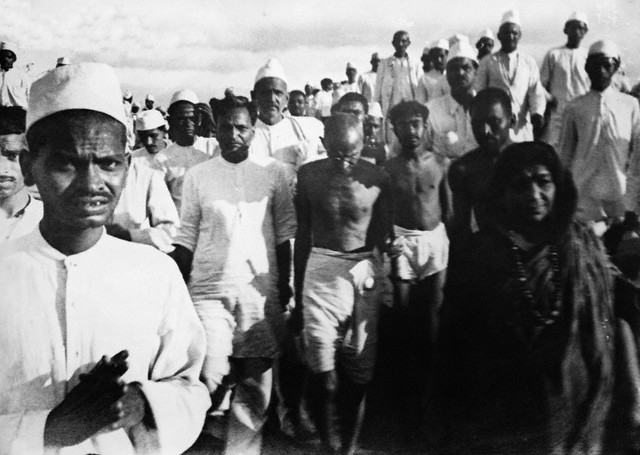
Il 12 marzo 1930 il Mahatma Gandhi e i suoi sostenitori Salt March. Questo è stato un atto di azione diretta non violenta.

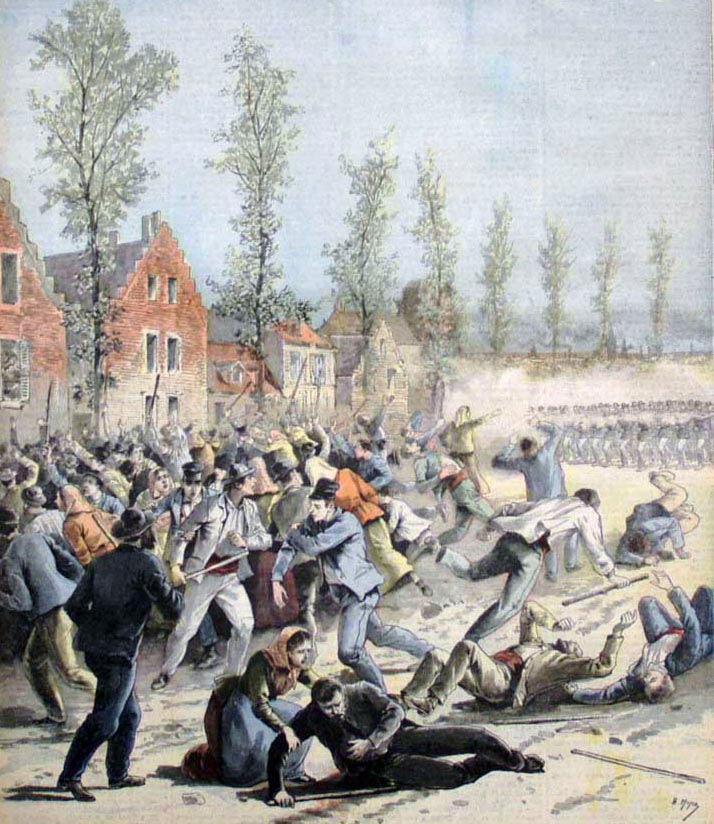
Raffigurazione dello sciopero generale belga del 1893. Uno sciopero generale è un esempio di azione diretta conflittuale.

L'azione diretta, nata come termine di attivismo politico per atti economici e politici in cui gli attori in campo usano il loro potere (ad esempio economico o fisico) per raggiungere direttamente e senza mediazioni determinati obiettivi di grande interesse; a differenza ed in contrasto con quelle azioni che fanno appello ad altri (ad esempio autorità o mediatori, anche elettorali); con lo scopo, ad esempio, di rivelare un problema esistente, ed evidenziando un'alternativa o dimostrando una possibile soluzione.
L'azione diretta può includere sia attività non violente che violente, esse possono prendere di mira persone, gruppi o proprietà altrui ritenuti offensivi per i partecipanti all'azione. Esempi di azione diretta nonviolenta (nota anche come nonviolenza, resistenza nonviolenta o resistenza civile ) possono includere dall'ostruzionismo sit-in, scioperi, occupazioni sul posto di lavoro, blocchi di strada o hacktivism, mentre l'azione diretta violenta può includere violenza politica o aggressioni. Tattiche come il sabotaggio e la distruzione di proprietà sono legalmente considerate violente.
Al contrario, la politica elettorale, la diplomazia, la negoziazione, le proteste e l'arbitrato non sono generalmente descritte come azioni dirette, poiché sono mediate elettoralmente. Le azioni non violente sono talvolta una forma di disobbedienza civile e possono comportare un grado di violazione intenzionale della legge in cui le persone si mettono in situazioni penalmente perseguibili per fare una dichiarazione politica. Altre azioni d'altronde, come uno sciopero, potrebbero non violare il diritto penale.
Nell'azione diretta l'obiettivo è quello di impedire a un altro agente politico o organizzazione politica, ideologica ecc. di eseguire alcune pratiche a cui gli attivisti si oppongono, o di risolvere i problemi percepiti come non affrontati del tutto, o in maniera soddisfacente, dalle istituzioni sociali tradizionali ( governi, organizzazioni religiose o sindacati consolidati).

## Storia
Le tattiche di azione diretta esistono da quando esistono conflitti, ma è sconosciuta la prima apparizione del termine. Il sindacato radicale Industrial Workers of the World ha menzionato per la prima volta il termine "azione diretta" in una pubblicazione in riferimento a uno sciopero di Chicago condotto nel 1910. Altri noti praticanti storici dell'azione diretta includono il Movimento americano per i diritti civili, il Movimento per la giustizia globale, le Suffragette, LGBT e altri movimenti per i diritti umani (ad esempio, ACT UP ); Il rivoluzionario Che Guevara e alcuni gruppi di difesa ambientale.
L'anarchico americano Voltairine de Cleyre scrisse un saggio chiamato "Azione diretta" nel 1912, oggi ampiamente citato. In questo saggio, de Cleyre indica esempi storici come il Boston Tea Party e il movimento americano contro la schiavitù.
Nel suo libro del 1920, L'azione diretta, William Mellor pose fermamente l'azione diretta nella lotta tra lavoratore e datore di lavoro per il controllo "sulla vita economica della società". Mellor ha definito l'azione diretta "come l'uso di una qualche forma di potere economico per assicurare i fini desiderati da coloro che possiedono quel potere". Mellor considerava l'azione diretta uno strumento sia dei proprietari che dei lavoratori e per questo ha incluso nella sua definizione serrate e cartelli, scioperi e sabotaggi . Tuttavia, a questo punto l'anarchico e femminista statunitense Voltairine de Cleyre aveva già dato una forte difesa dell'azione diretta, collegandola alle lotte per i diritti civili :
(de Cleyre, undated)

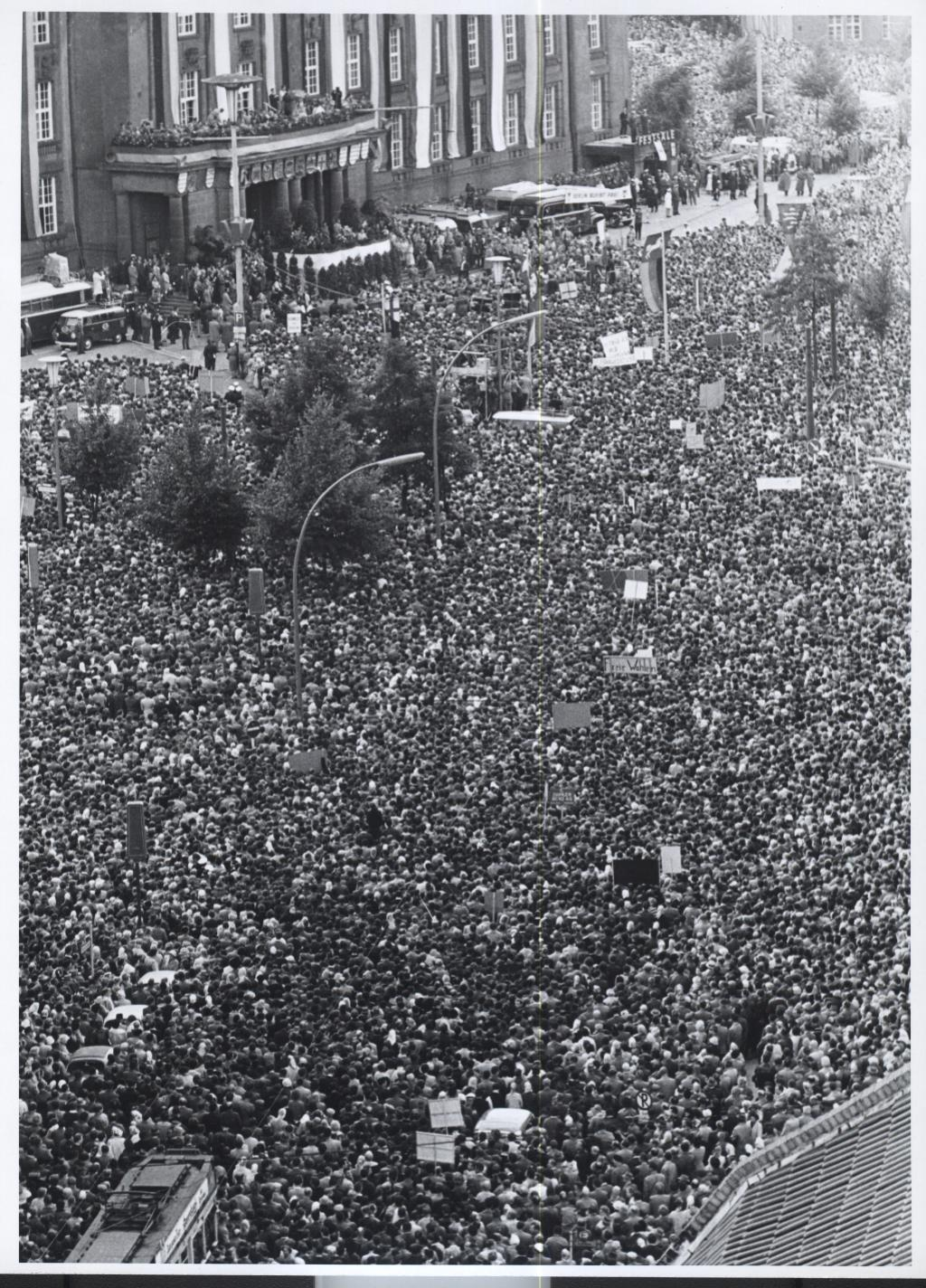
Una protesta contro il muro di Berlino appena costruito durante la Guerra Fredda nel 1961. Sarebbe stato demolito nel 1989.

Martin Luther King sentiva che l'obiettivo dell'azione diretta non violenta fosse quello di "creare una tale crisi e alimentare una tale tensione" da esigere una risposta. La retorica di Martin Luther King, James Bevel e Mohandas Gandhi promuoveva l'azione diretta rivoluzionaria non violenta come mezzo per il cambiamento sociale. Gandhi e Bevel erano stati fortemente influenzati da Il regno di Dio è dentro di te di Leo Tolstoj, considerato un testo classico che ideologicamente promuove la resistenza passiva e il primo dei due lesse e trasse ispirazione dal pamphlet di Henry David Thoreau, Disobbedienza civile.
Alcune sezioni del movimento anti-nucleare hanno utilizzato l'azione diretta, in particolare durante gli anni '80. I gruppi che si opponevano all'introduzione dei missili da crociera nel Regno Unito hanno impiegato tattiche come l'irruzione e l'occupazione delle basi aeree degli Stati Uniti e il blocco delle strade per impedire il movimento dei convogli militari e interrompere i progetti militari. Negli USA, proteste di massa si sono opposte all'energia nucleare, alle armi e all'intervento militare per tutto il decennio, provocando migliaia di arresti. Molti gruppi hanno anche istituito " campi di pace " semi-permanenti al di fuori delle basi aeree come Molesworth e Greenham Common, e presso il Nevada Test Site.
Le organizzazioni ambientaliste e movimenti affini come Greenpeace hanno utilizzato l'azione diretta, per anni, affinché i governi e le aziende modificassero le politiche ambientali. Il 28 aprile 2009, gli attivisti di Greenpeace, tra cui Phil Radford, hanno scalato una gru dall'altra parte della strada rispetto al Dipartimento di Stato, invitando i leader mondiali ad affrontare e dedicarsi al cambiamento climatico. Poco dopo, gli attivisti di Greenpeace hanno lasciato cadere uno striscione dal Monte. Rushmore, ponendo la faccia del presidente Obama accanto ad altri presidenti storici, che recitano "History Honors Leaders; Stop Global Warming".
Attorno al 2009, centinaia di persone hanno bloccato i cancelli della centrale a carbone che alimenta l'edificio del Congresso degli Stati Uniti, in seguito alla conferenza Power Shift a Washington, D.C. Alla  Capitol Climate Action. erano presenti Bill McKibben, Terry Tempest Williams, Phil Radford, Wendell Berry, oltre a Robert Kennedy Junior, Judy Bonds e molte altre figure di spicco del movimento per la giustizia climatica.
I gruppi anti-aborto negli Stati Uniti, in particolare Operation Rescue, hanno spesso utilizzato sit-in non violenti agli ingressi delle cliniche abortive come forma di azione diretta alla fine degli anni '80 e all'inizio degli anni '90. 

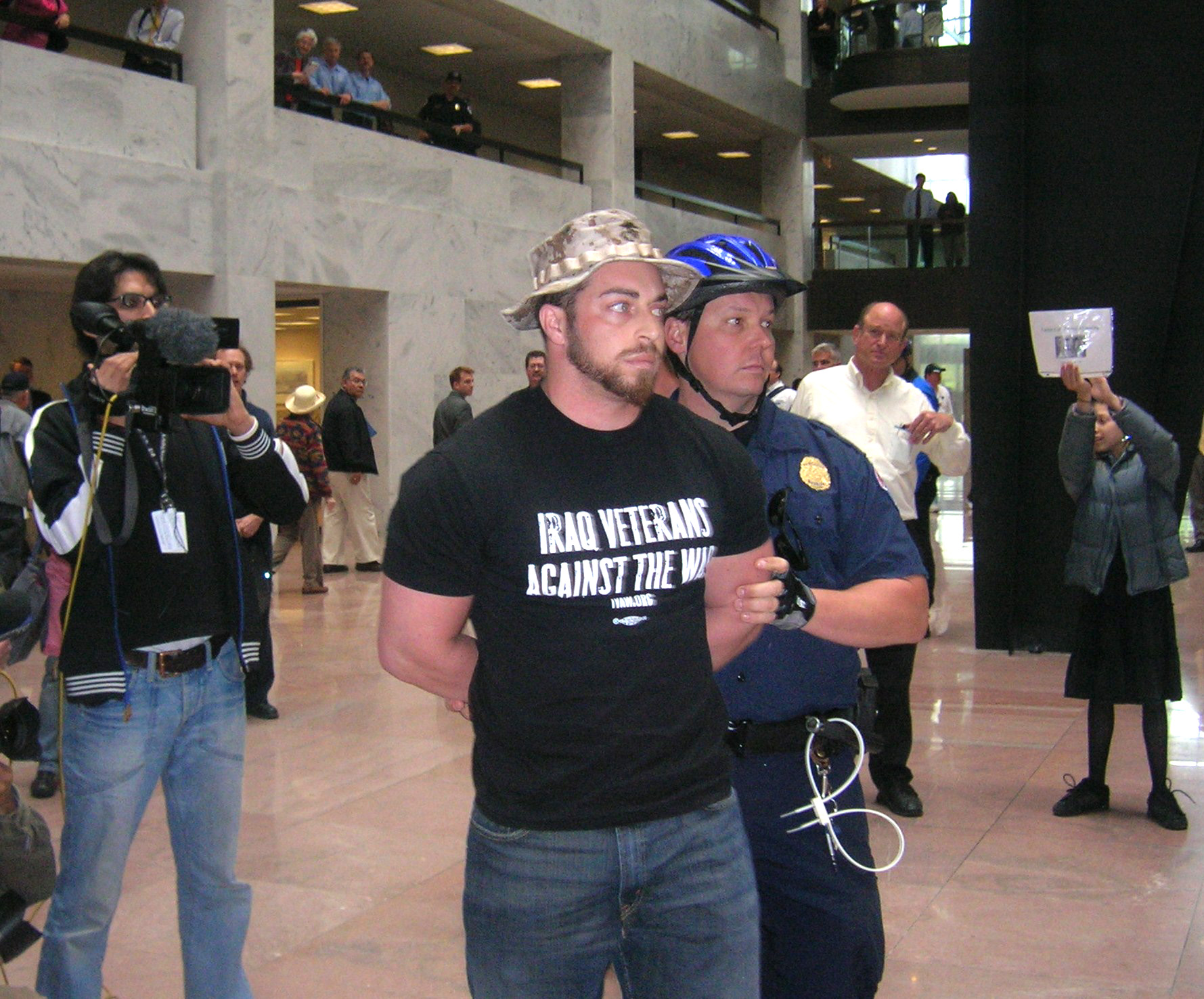
L'attivista volontarista Adam Kokesh viene arrestato dopo una protesta non violenta contro la guerra in Iraq nel 2007

Attivisti anti-globalizzazione hanno fatto notizia in tutto il mondo nel 1999, quando hanno forzato la Conferenza ministeriale dell'OMC di Seattle del 1999 a terminare prima con tattiche di azione diretta. L'obiettivo che si erano prefissati, ossia chiudere le riunioni, è stato raggiunto direttamente posizionando i loro corpi e altri detriti tra i delegati dell'OMC e l'edificio in cui avrebbero dovuto incontrarsi. Gli attivisti si sono anche prodigati nella distruzione della proprietà come un modo diretto per affermare la loro opposizione alla cultura aziendale: questa può essere vista come un'azione diretta se l'obiettivo era chiudere quei negozi per un periodo di tempo, o un'azione indiretta se l'obiettivo era influenzare la politica aziendale.
Una delle più grandi azioni dirette degli ultimi anni si è svolta a San Francisco il giorno dopo l'inizio della guerra in Iraq nel 2003. Ventimila persone hanno occupato le strade e oltre 2.000 persone sono state arrestate in azioni di gruppo di affinità in tutto il centro di San Francisco, sede di società legate all'esercito come la Bechtel.

## Non violento

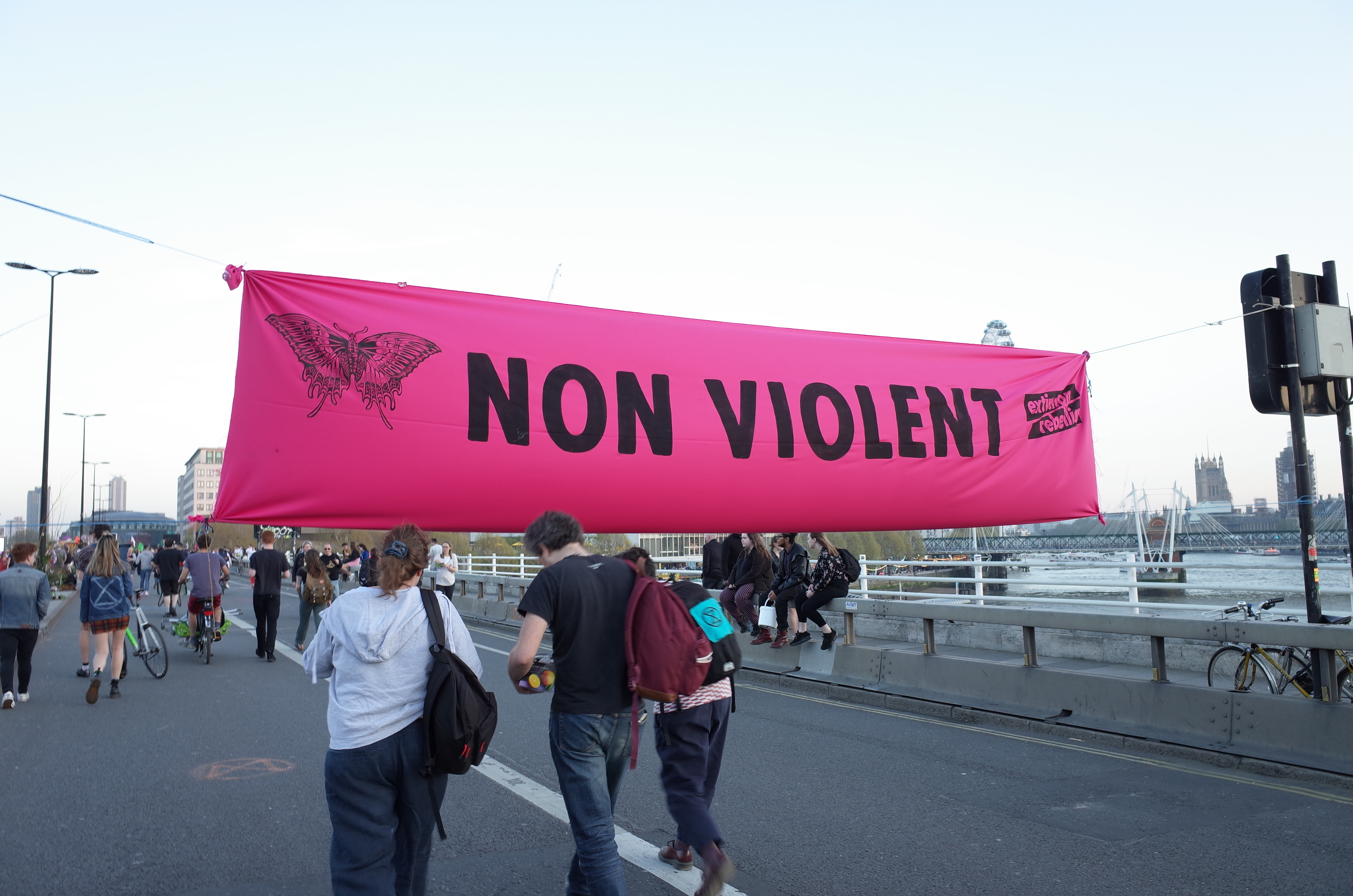
Banner che sostiene la non violenza durante una protesta di Extinction Rebellion (Londra, 2019).

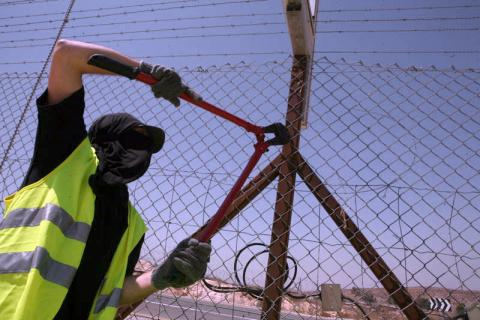
Distruzione di recinzioni al confine dall'AATW, 2007.

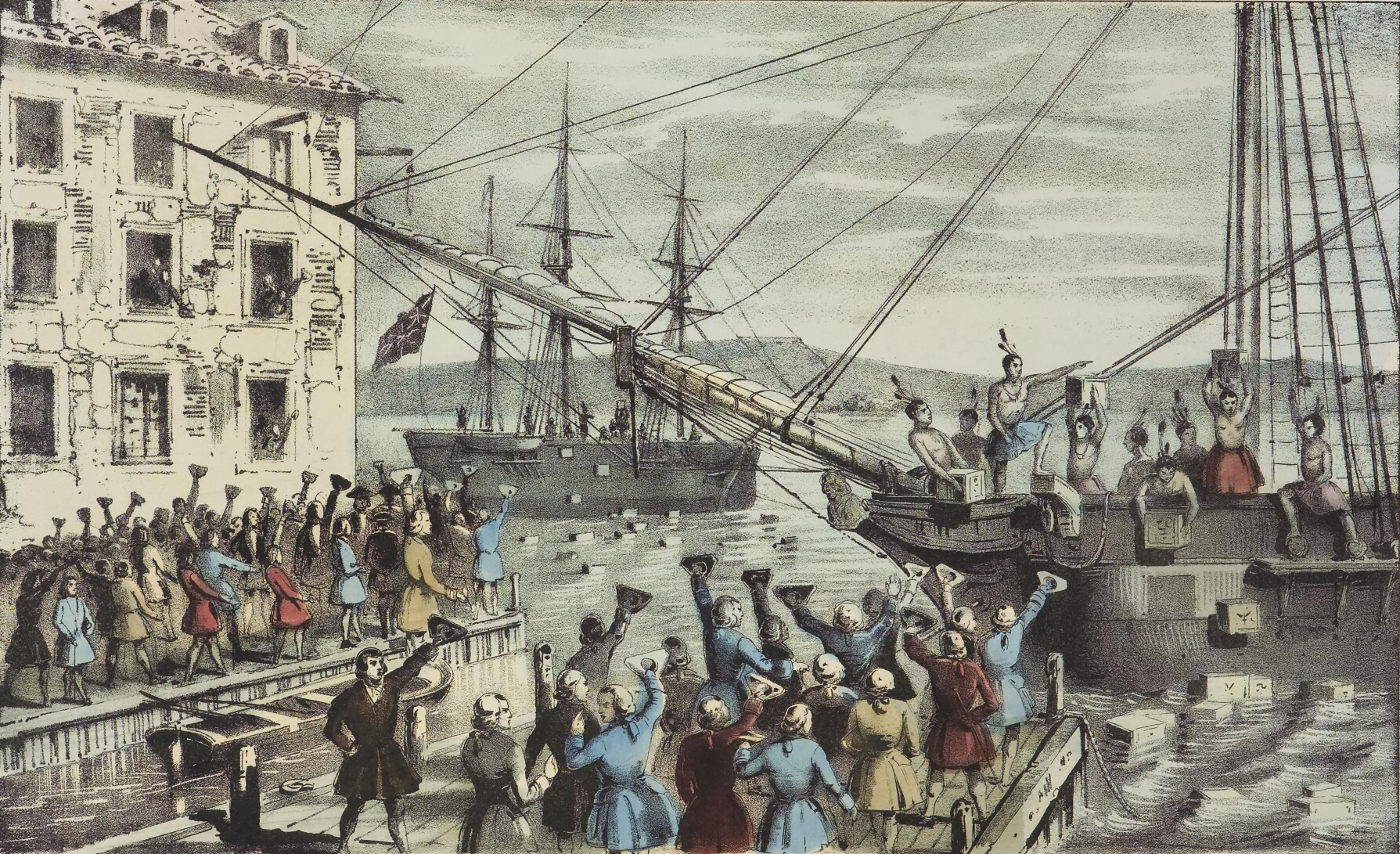
" La distruzione del tè al porto di Boston ".

La non violenza di principio è una forza positiva di per sé e implica una preoccupazione attiva per il benessere dell'avversario anche mentre si oppone alle azioni di quest'ultimo. Questo dagli insegnamenti del Satyagraha (o forza della verità ) di Mohandas Gandhi ha ispirato molti praticanti dell'azione diretta nonviolenta. Nel suo primo libro, Stride Toward Freedom, il leader dei diritti civili Martin Luther King Jr. ha descritto le basi della nonviolenza, dicendo che
1. ... è uno stile di vita per persone coraggiose. . .,
2. ... cerca di conquistare amicizia e comprensione. . .,
3. ... cerca di sconfiggere l'ingiustizia, non le persone. . .,
4. ... sostiene che la sofferenza può educare e trasformare. . .,
5. ... sceglie l'amore invece dell'odio. . .,
6. ... crede che l'universo sia dalla parte della giustizia.
Applicato strategicamente alla sua campagna per i diritti civili, il dottor King ha scritto nella sua Lettera dal carcere di Birmingham che "L'azione diretta non violenta cerca di creare una tale crisi e promuovere una tale tensione che una comunità che ha costantemente rifiutato di negoziare è costretta ad affrontare la questione. Cerca di drammatizzare così tanto la questione che non può più essere ignorata. "
L'azione diretta violenta è qualsiasi azione diretta che utilizza la forza fisica lesiva contro persone o, in modo controverso, proprietà.  Esempi di azioni dirette violente includono: rivolte, linciaggi, terrorismo, assassinio politico, liberazione di prigionieri politici, interferenza con azioni di polizia, insurrezione armata e presumibilmente distruzione di proprietà.
Ann Hansen, una degli Squamish 5, conosciuta anche come Vancouver 5, un'anarchica canadese e autoproclamata combattente di guerriglia urbana, ha scritto nel suo libro Direct Action che,
Uno dei principali dibattiti e delle questioni ancora aperte è se la distruzione della proprietà debba essere inclusa nel regno della violenza o della nonviolenza. Questo dibattito può essere illustrato dalla risposta a gruppi come il Fronte di Liberazione della Terra e il Fronte di Liberazione Animale, che usano la distruzione della proprietà e il sabotaggio come tattiche di azione diretta. Sebbene questi tipi di azioni siano spesso perseguiti come violenza, quei gruppi giustificano le loro azioni affermando che la violenza è un danno diretto verso cose viventi e non proprietà. La questione se il sabotaggio sia una forma di violenza è difficile da risolvere in termini puramente filosofici, ma l'uso del sabotaggio come metodo può essere contrastato con danni minori alla proprietà che sono una parte piccola ma necessaria di un metodo di campagna non violenta come rompere serrature e recinzioni per ottenere l'accesso a un sito. Alcuni teorici e attivisti ritengono che una dottrina della diversità delle tattiche possa risolvere la controversia.
Il diritto statunitense e internazionale includono atti contro la proprietà nella definizione di violenza e affermano che anche in tempo di guerra, "la distruzione [della proprietà] fine a se stessa è una violazione del diritto internazionale".: 218

## Concetti legati all'azione diretta
- Attivismo
- Anarchismo
- Citizen journalism
- Disobbedinza civile
- Resistenza civile
- Democrazia diretta
- Direct Action Day
- Dual power
- Sciopero generale
- Hacktivism
- Independent Media Center
- Insurrezione
- Nonviolenza
- Resistenza nonviolenta
- Off-the-grid energy or Solar energy
- Radio pirata
- Radicalismo
- Propaganda of the deed
- Property destruction
- Ribellione
- Rivoluzione
- Sabotaggio or Ecotage
- Satyagraha
- Security culture
- Contrabbando
- Squatting

### Gruppi che supportano o utilizzano l'azione diretta
- ADAPT
- AIDS Coalition to Unleash Power (ACT UP)
- Anarchists Against the Wall (Israele)
- Animal Liberation Front
- Animal Liberation Press Office
- Anonymous
- Antifa
- BAMN
- Camp for Climate Action
- Campus Antiwar Network
- Code Pink
- Committee of 100
- Confederación Nacional del Trabajo
- Connolly Youth Movement
- Cop Block
- Cymdeithas yr Iaith Gymraeg
- Cypherpunk
- Direct Action Committee
- Direct Action Everywhere
- Direct Action to Stop the War
- Earth First!
- Earth Liberation Front
- Euromaidan
- Extinction Rebellion
- Food Not Bombs[12]
- GetEQUAL
- Green Mountain Anarchist Collective
- Greenpeace
- Homes Not Jails
- Industrial Workers of the World
- Landless Workers' Movement
- Lesbian Avengers
- MindFreedom International
- National Bolshevik Party
- National Mobilization Committee to End the War in Vietnam
- No Border network
- Occupy Wall Street
- Operation Save America
- PETA
- Plane Stupid
- Reclaim the Streets
- Rising Tide North America
- School of the Americas Watch (SOA Watch)
- Sea Shepherd Conservation Society
- Sons of Liberty
- Southern Christian Leadership Conference (SCLC)
- Squamish Five
- Students for a Democratic Society
- Take Back the Land
- Trident Ploughshares
- UkUncut
- Vetëvendosje! - Movement for Self-determination in Kosova
- War Resisters' International
- WOMBLES
- Yellow vests movement